# Areias de Vilar
Areias de Vilar is een plaats (freguesia) in de Portugese gemeente Barcelos en telt 1 457 inwoners (2001).